# Palazzo Castellucci
Il palazzo Castellucci era un edificio della città italiana di Potenza, che si trovava nell'omonimo largo ed il cui nome era intitolato alla famiglia residente nell'architettura.

## Storia
L'area era frequentata da buona parte dei potentini, specie studenti, per due motivi: collegava l'area di Santa Maria con piazza Sedile e vi era inoltre un frequentato forno a legna, nonché bancarelle nello stesso largo Castellucci.

## Immagini
Fu uno dei pochi palazzi non sventrati del centro storico di Potenza.